# Eriocaulon maculatum
Eriocaulon maculatum är en gräsväxtart som beskrevs av Schinz. Eriocaulon maculatum ingår i släktet Eriocaulon och familjen Eriocaulaceae. Inga underarter finns listade i Catalogue of Life.